# Elecciones regionales de la Región Metropolitana de Santiago de 2024
Las elecciones regionales de la Región Metropolitana de Santiago de 2024 se realizaron los días 26 y 27 de octubre de 2024, así como en todo Chile, para elegir a los responsables de la administración a nivel regional. La Región Metropolitana, capital política y económica del país, elige a su gobernador, cargo que a partir de la elección anterior reemplazo a la anterior figura de Intendentes, no electos y con menores poderes; y a su Consejo Regional.

## Sistema electoral

### Gobernador
El gobernador regional es elegido por sufragio universal, en un sistema de segunda vuelta. El margen para resultar electo en la primera ronda de votación es un 40 % de los votos válidamente emitidos. Si ninguna candidatura logra cruzar el margen, hay una segunda vuelta entre las dos más votadas.
Dura cuatro años en el ejercicio de sus funciones y puede ser reelegido como máximo en una ocasión.

### Consejo Regional
Los consejeros regionales son elegidos mediante representación proporcional. Cada una de las provincias que componen la región elegirán sus propios consejeros, salvo la provincia de Santiago (Región Metropolitana de Santiago) que se dividirá en seis circunscripciones provinciales: la primera constituida por las comunas de Pudahuel, Quilicura, Conchalí, Huechuraba y Renca; la segunda constituida por las comunas de Independencia, Recoleta, Santiago, Quinta Normal, Cerro Navia y Lo Prado; la tercera constituida por las comunas de Maipú, Cerrillos y Estación Central; la cuarta constituida por las comunas de Ñuñoa, Providencia, Las Condes, Vitacura, Lo Barnechea y La Reina; la quinta constituida por las comunas de Peñalolén, La Granja, Macul, San Joaquín y La Florida; y la sexta constituida por las comunas de El Bosque, La Cisterna, San Ramón, Lo Espejo, Pedro Aguirre Cerda, San Miguel y La Pintana.
| Circunscripción provincial | Número de consejeros |
| -------------------------- | -------------------- |
| Chacabuco                  | 2                    |
| Cordillera                 | 3                    |
| Maipo                      | 3                    |
| Melipilla                  | 2                    |
| Santiago I                 | 3                    |
| Santiago II                | 4                    |
| Santiago III               | 3                    |
| Santiago IV                | 4                    |
| Santiago V                 | 4                    |
| Santiago VI                | 4                    |
| Talagante                  | 2                    |
| TOTAL                      | 34                   |

## Candidatos para gobernador

### Candidatos oficiales
Los candidatos oficiales se muestra a continuación:
| Candidato/a | Candidato/a | Candidato/a           | Partido                              | Pacto                                     | Apoyos |
| ----------- | ----------- | --------------------- | ------------------------------------ | ----------------------------------------- | --- |
|             |             | Rodrigo Logan         | Independiente                        | Partido Social Cristiano e Independientes | Apoyo total: - Partido Social Cristiano |
|             |             | Francisco Orrego      | Renovación Nacional                  | Chile Vamos                               | Apoyo total: Chile Vamos - Renovación Nacional - Unión Demócrata Independiente - Evolución Política Facciones: - Amarillos por Chile - Demócratas |
|             |             | Claudio Rojas Fischer | Partido de la Gente                  | Partido de la Gente e Independientes      | Apoyo total: - Partido de la Gente |
|             |             | Carlos Pichuante      | Partido Alianza Verde Popular        | Ecologistas, Animalistas e Independientes | Apoyo total: - Partido Alianza Verde Popular |
|             |             | Catalina Valenzuela   | Partido Humanista                    | Izquierda Ecologista Popular              | Apoyo total: - Partido Humanista |
|             |             | Macarena Santelices   | Independiente                        | Republicanos e Independientes             | Apoyo total: - Partido Republicano |
|             |             | Nathalie Joignant     | Federación Regionalista Verde Social | Regiones Verdes Liberales                 | Apoyo total: - Federación Regionalista Verde Social - Partido Liberal de Chile                                                                    |
|             |             | Claudio Orrego        | Independiente                        | Independiente                             | Apoyo total: - Frente Amplio - Partido Socialista - Partido Comunista Facciones: - Demócrata Cristiano - Amarillos por Chile                      |

### Segunda vuelta
| Candidato/a | Candidato/a | Candidato/a | Candidato/a      | Partido             | Pacto         | Apoyos |
| ----------- | ----------- | ----------- | ---------------- | ------------------- | ------------- | --- |
|             | 7           |             | Francisco Orrego | Renovación Nacional | Chile Vamos   | Apoyo total: Chile Vamos - Renovación Nacional - Unión Demócrata Independiente - Evolución Política Partidos - Demócratas - Partido Social Cristiano - Partido Republicano Facciones: - Amarillos por Chile                                        |
|             | 8           |             | Claudio Orrego   | Independiente       | Independiente | Apoyo total: - Frente Amplio - Partido Socialista - Partido Comunista - Partido Alianza Verde Popular - Federación Regionalista Verde Social - Partido Liberal de Chile - Partido Humanista Facciones: - Demócrata Cristiano - Amarillos por Chile |

### Precandidaturas retiradas
| Precandidato | Precandidato | Precandidato      | Partido    | Motivo                                                          | Ref.  |
| ------------ | ------------ | ----------------- | ---------- | --------------------------------------------------------------- | ----- |
|              |              | Gabriel Alemparte | Demócratas | Motivos personales y laborales, da su apoyo a Francisco Orrego. | [ 4 ] |

## Encuestas para gobernador

### Segunda vuelta
| Encuestadora    | Fecha          | Muestra | Notas         | C. Orrego | F. Orrego | Indecisos |
| Encuestadora    | Fecha          | Muestra | Notas         | Alianza   | ChV       | Indecisos |
| --------------- | -------------- | ------- | ------------- | --------- | --------- | --------- |
| Encuestadora    | Fecha          | Muestra | Notas         |           |           |           |
| Feedback        | Noviembre 2024 | -       |               | 51%       | 38%       | 5%        |
| B&W             | 6-7 Noviembre  | 1.317   | Voto probable | 49%       | 45%       | 6%        |
| B&W             | 6-7 Noviembre  | 1.317   | Base 100      | 52%       | 48%       | -         |
| Pulso Ciudadano | 29-31 Octubre  | 1.200   | Voto probable | 43.5%     | 27.3%     | 29.2%     |
| Pulso Ciudadano | 29-31 Octubre  | 1.200   | Base 100      | 61.4%     | 38.6%     | -         |

### Primera vuelta
| Encuestadora         | Fecha                | Muestra              | C. Orrego | F. Orrego | Santelices | Logan | Pichuante | Valenzuela | Rojas | Joignant | Indecisos |
| Encuestadora         | Fecha                | Muestra              | Alianza   | RN        | REP        | PSC   | PAVP      | PH         | PDG   | FRVS     | Indecisos |
| -------------------- | -------------------- | -------------------- | --------- | --------- | ---------- | ----- | --------- | ---------- | ----- | -------- | --------- |
| Encuestadora         | Fecha                | Muestra              |           |           |            |       |           |            |       |          |           |
| Resultados 1º vuelta | Resultados 1º vuelta | Resultados 1º vuelta | 38.58%    | 27.60%    | 9.74%      | 5.52% | 3.96%     | 6.04%      | 5.52% | 2.85%    | -         |
| Panel Ciudadano      | 24-26 Septiembre     | 1.067                | 42%       | 13%       | 9%         | 3%    | 2%        | 3%         | 2%    | 2%       | 24%       |
| Panel Ciudadano      | 20-22 Agosto         | 1.140                | 41%       | 12%       | 10%        | 3%    | 3%        | 2%         | 2%    | 1%       | 26%       |

#### Antes de la inscripción electoral
| Encuestadora                                                                            | Fecha       | Muestra | Orrego  | Santelices | Oyarce | Oyarce  | Oyarce | Fuentes | Jara   | Alemparte | Logan | Pichuante | Joignant  | Indecisos |
| Encuestadora                                                                            | Fecha       | Muestra | Alianza | REP        | ChV    | ChV     | ChV    | ChV     | PCCH   | DEM       | PSC   | PAVP      | FRVS      | Indecisos |
| --------------------------------------------------------------------------------------- | ----------- | ------- | ------- | ---------- | ------ | ------- | ------ | ------- | ------ | --------- | ----- | --------- | --------- | --------- |
| Encuestadora                                                                            | Fecha       | Muestra |         |            |        |         |        |         |        |           |       |           |           |           |
| Panel Ciudadano                                                                         | -           | -       | 46%     | 11%        | -      | -       | -      | 5%      | 5%     | 3%        | 2%    | 2%        | 1%        | 23%       |
| Panel Ciudadano                                                                         | 27-28 Junio | 1.150   | 41%     | 11%        | 7%     | 7%      | 7%     | -       | 5%     | 3%        | 3%    | 1%        | 1%        | 28%       |
| 14 de junio de 2024 - Isabel Plá anuncia su baja de la precandidatura a la gobernación. |             |         |         |            |        |         |        |         |        |           |       |           |           |           |
| Encuestadora                                                                            | Fecha       | Muestra | Orrego  | Santelices | Plá    | Delgado | Oyarce | Oyarce  | Oyarce | Alemparte | Logan | Pichuante | Pichuante | Indecisos |
| Encuestadora                                                                            | Fecha       | Muestra | Alianza | REP        | ChV    | ChV     | ChV    | ChV     | ChV    | DEM       | PSC   | PAVP      | PAVP      | Indecisos |
| Encuestadora                                                                            | Fecha       | Muestra |         |            |        |         |        |         |        |           |       |           |           |           |
| Panel Ciudadano                                                                         | 30-31 Mayo  | 1.173   | 44%     | 9%         | 4%     | -       | 4%     | 4%      | 4%     | 3%        | 3%    | 1%        | 1%        | 32%       |
| Panel Ciudadano                                                                         | 23-24 Abril | 1.168   | 46%     | 8%         | 5%     | -       | 4%     | 4%      | 4%     | 3%        | 3%    | -         | -         | 31%       |
| Panel Ciudadano                                                                         | 14-15 Marzo | 1.059   | 48%     | 3%         | -      | 9%      | -      | -       | -      | 3%        | -     | -         | -         | 37%       |

### Segunda vuelta

#### Antes de la inscripción electoral

##### C. Orrego vs F. Orrego
| Encuestadora    | Fecha            | Muestra | C. Orrego | F. Orrego | Indecisos |
| Encuestadora    | Fecha            | Muestra | Alianza   | ChV       | Indecisos |
| --------------- | ---------------- | ------- | --------- | --------- | --------- |
| Encuestadora    | Fecha            | Muestra |           |           |           |
| Panel Ciudadano | 24-26 Septiembre | 1.067   | 54%       | 19%       | 27%       |
| Panel Ciudadano | 20-22 Agosto     | 1.140   | 55%       | 18%       | 27%       |

##### Orrego vs Santelices
| Encuestadora    | Fecha            | Muestra | Orrego  | Santelices | Indecisos |
| Encuestadora    | Fecha            | Muestra | Alianza | REP        | Indecisos |
| --------------- | ---------------- | ------- | ------- | ---------- | --------- |
| Encuestadora    | Fecha            | Muestra |         |            |           |
| Panel Ciudadano | 24-26 Septiembre | 1.067   | 57%     | 18%        | 25%       |
| Panel Ciudadano | 20-22 Agosto     | 1.140   | 56%     | 18%        | 26%       |
| Panel Ciudadano | 27-28 Junio      | 1.150   | 52%     | 20%        | 28%       |
| Panel Ciudadano | 30-31 Mayo       | 1.173   | 53%     | 16%        | 31%       |

##### Orrego vs Oyarce
| Encuestadora    | Fecha       | Muestra | Orrego  | Oyarce | Indecisos |
| Encuestadora    | Fecha       | Muestra | Alianza | ChV    | Indecisos |
| --------------- | ----------- | ------- | ------- | ------ | --------- |
| Encuestadora    | Fecha       | Muestra |         |        |           |
| Panel Ciudadano | 27-28 Junio | 1.150   | 54%     | 17%    | 39%       |
| Panel Ciudadano | 30-31 Mayo  | 1.173   | 53%     | 17%    | 30%       |

## Resultados

### Gobernador
|  | 38.58 % |

|  | 53.06 % |

|  | 27.60 % |

|  | 46.94 % |

|  | 9.74 % |

|  | 6.04 % |

|  | 5.71 % |

|  | 5.52 % |

|  | 3.96 % |

|  | 2.85 % |

|  | 84.60 % |

|  | 0.00 % |

|  | 5.99 % |

|  | 0.00 % |

|  | 9.41 % |

|  | 0.00 % |

|  | 83.83 % |

|  | 0.00 % |

### Consejeros regionales
|  | 15.54 % |

|  | 1.81 % |

|  | 17.35 % |

|  | 11.06 % |

|  | 2.40 % |

|  | 13.46 % |

|  | 9.67 % |

|  | 1.24 % |

|  | 10.91 % |

|  | 7.58 % |

|  | 0.92 % |

|  | 1.19 % |

|  | 0.18 % |

|  | 9.87 % |

|  | 7.42 % |

|  | 1.90 % |

|  | 9.33 % |

|  | 5.10 % |

|  | 0.55 % |

|  | 2.31 % |

|  | 1.02 % |

|  | 8.98 % |

|  | 4.78 % |

|  | 0.41 % |

|  | 5.19 % |

|  | 3.89 % |

|  | 1.15 % |

|  | 5.05 % |

|  | 1.33 % |

|  | 2.53 % |

|  | 3.86 % |

|  | 1.60 % |

|  | 1.13 % |

|  | 1.00 % |

|  | 3.73 % |

|  | 2.19 % |

|  | 1.48 % |

|  | 3.67 % |

|  | 2.99 % |

|  | 0.78 % |

|  | 1.95 % |

|  | 2.72 % |

|  | 0.64 % |

|  | 0.86 % |

|  | 1.51 % |

|  | 0.67 % |

|  | 0.72 % |

|  | 1.39 % |

|  | 74.84 % |

|  | 14.90 % |

|  | 10.26 % |

|  | 83.66 % |

### Consejeros electos
| Circunscripción | Candidato                   | Pacto                           | Partido   | Votos  | %      |
| --------------- | --------------------------- | ------------------------------- | --------- | ------ | ------ |
| Chacabuco       | Pedro Herreros Bejares      | Chile Vamos UDI                 | UDI       | 10 776 | 7,91%  |
| Chacabuco       | Carlos Telleria Gutiérrez   | Republicanos                    | REP       | 16 866 | 12,38% |
| Cordillera      | Valeria Ortega Contreras    | Todas y Todos por Chile         | Ind./PCCh | 25 276 | 8,40%  |
| Cordillera      | José Pablo Soto Madrid      | Chile Vamos Renovación Nacional | RN        | 22 370 | 7,43%  |
| Cordillera      | Edith Aedo Meza             | Republicanos                    | REP       | 22 235 | 7,39%  |
| Maipo           | Sadi Melo Moya              | Lo Mejor Para Chile             | PS        | 20 383 | 7,91%  |
| Maipo           | Nicole Aguilera Ramírez     | Chile Vamos UDI                 | UDI       | 11 932 | 4,63%  |
| Maipo           | Víctor Valdés Landeros      | Republicanos                    | REP       | 23 112 | 8,97%  |
| Melipilla       | Cristina Soto Messina       | Lo Mejor Para Chile             | PPD       | 11 852 | 10,30% |
| Melipilla       | Javier Ramírez González     | Chile Vamos UDI                 | UDI       | 19 719 | 17,14% |
| Santiago I      | Beatriz Albornoz Soto       | Todas y Todos por Chile         | PCCh      | 30 826 | 7,89%  |
| Santiago I      | Nebbia Otárola León         | Chile Vamos Renovación Nacional | RN        | 17 780 | 4,55%  |
| Santiago I      | Gabriela Gallardo Fuentes   | Republicanos                    | REP       | 38 652 | 9,90%  |
| Santiago II     | María Eugenia Puelma Alfaro | Todas y Todos por Chile         | PCCh      | 39 958 | 8,18%  |
| Santiago II     | Felipe Obal Durán           | Chile Vamos Renovación Nacional | RN        | 41 868 | 8,58%  |
| Santiago II     | Dióscoro Rojas Campos       | Lo Mejor Para Chile             | PS        | 24 349 | 4,99%  |
| Santiago II     | Sonja del Río Becker        | Republicanos                    | REP       | 40 956 | 8,39%  |
| Santiago III    | Nicolás Jara Lira           | Frente Amplio                   | FA        | 44 027 | 11,72% |
| Santiago III    | Leslie Venegas Venegas      | Frente Amplio                   | FA        | 19 982 | 5,32%  |
| Santiago III    | Alfredo Vergara Catalán     | Republicanos                    | REP       | 57 229 | 15,24% |
| Santiago IV     | Karin Luck Urban            | Chile Vamos Renovación Nacional | RN        | 48 156 | 8,02%  |
| Santiago IV     | Ximena Peralta Fierro       | Frente Amplio                   | FA        | 48 317 | 8,04%  |
| Santiago IV     | Álvaro Bellolio Avaria      | Chile Vamos UDI                 | UDI       | 82 032 | 13,66% |
| Santiago IV     | Ignacio Dulger Castillo     | Republicanos                    | REP       | 60 481 | 10,07% |
| Santiago V      | Danae Prado Carmona         | Todas y Todos por Chile         | PCCh      | 42 384 | 8,60%  |
| Santiago V      | Marcelo Zunino Poblete      | Chile Vamos Renovación Nacional | RN        | 35 449 | 7,19%  |
| Santiago V      | Rodrigo Donoso Baeza        | Republicanos                    | REP       | 42 251 | 8,57%  |
| Santiago V      | Sergio Morales Méndez       | Republicanos                    | Ind./REP  | 32 545 | 6,60%  |
| Santiago VI     | Claudina Núñez Jiménez      | Todas y Todos por Chile         | PCCh      | 42 901 | 9,98%  |
| Santiago VI     | Valeria Ponti Rissetti      | Chile Vamos Renovación Nacional | RN        | 31 522 | 7,33%  |
| Santiago VI     | Carolina Oteíza Fuenzalida  | Lo Mejor Para Chile             | PS        | 30 867 | 7,18%  |
| Santiago VI     | Felipe Serey Guerra         | Republicanos                    | REP       | 35 417 | 8,24%  |
| Talagante       | Maricel Donoso Doria        | Lo Mejor Para Chile             | PS        | 17 986 | 10,22% |
| Talagante       | Jaime González Kazazian     | Republicanos                    | REP       | 24 835 | 14,11% |